# Iklódbördőce, Zala
Iklódbördőce  este un sat în districtul Lent, județul Zala, Ungaria, având o populație de 297 de locuitori (2011). 

## Demografie
Componența etnică a satului Iklódbördőce
     Maghiari (87,21%)
     Romi (11,45%)
     Germani (1,35%)
Componența confesională a satului Iklódbördőce
     Romano-catolici (72,39%)
     Fără religie (12,12%)
     Reformați (1,01%)
     Necunoscută (14,48%)
Conform recensământului din 2011, satul Iklódbördőce avea 297 de locuitori. Din punct de vedere etnic, majoritatea locuitorilor (87,21%) erau maghiari, existând și minorități de romi (11,45%) și germani (1,35%).  Din punct de vedere confesional, majoritatea locuitorilor (72,39%) erau romano-catolici, existând și minorități de persoane fără religie (12,12%) și reformați (1,01%). Pentru 14,48% din locuitori nu este cunoscută apartenența confesională.